# Wendy Luhabe
Wendy Yvonne Nomathemba Luhabe (sinh ngày 29 tháng 5 năm 1957) là một doanh nhân người Nam Phi. Sau 10 năm làm việc cho các tập đoàn quốc tế, cô quyết định chuyển sang khích lệ phụ nữ châu Phi trong kinh doanh.

## Cuộc đời và sự nghiệp
Luhabe sinh ra ở Daveyton, Gauteng, Nam Phi và lớn lên ở vùng Benoni cũ.
Cô tốt nghiệp ngành Nghệ thuật tại Đại học Fort Hare (1977) và ngành Thương mại tại Đại học Quốc gia Lesentine (1981). Sau 10 năm kinh nghiệm trong nước và quốc tế với công ty BMW  cô thành lập Bridging the Gap vào năm 1991, một công ty tư vấn làm việc một mặt để chuẩn bị cho những người Nam Phi da đen trẻ tuổi bước vào thế giới công việc, mặt khác để hỗ trợ các công ty Nam Phi tích hợp những người đó vào công việc kinh doanh của họ.
Luhabe thành lập Tổ chức Đầu tư Phụ nữ vào năm 1993: khởi xướng sự tham gia của phụ nữ vào bối cảnh kinh tế của Nam Phi. Cô đã ra mắt quỹ đầu tiên cung cấp vốn cho các doanh nghiệp do phụ nữ làm chủ ở Nam Phi với quỹ đầu tư tư nhân 120 triệu R.  
Năm 1999, cô được công nhận là một trong 50 nữ doanh nhân hàng đầu thế giới. Diễn đàn kinh tế thế giới ở Thụy Sĩ đã công nhận cô là Nhà lãnh đạo toàn cầu của ngày mai.    Cô được khánh thành với tư cách là Hiệu trưởng của Đại học Johannesburg năm 2006.    Cô được bổ nhiệm danh dự Trung úy của Hoàng gia Victoria thứ tự (LVO) trong Lễ mừng năm mới 2014 cho đóng góp của mình như một người được ủy thác của Công tước của Quỹ Giải thưởng Quốc tế Edinburgh.
Cô đã kết hôn với cựu thủ tướng của Gauteng, Mbhazima Shilowa, họ có hai con trai và một cháu trai.